# أركادي دافيدويتز
أركادي دافيدويتز (بالروسية: Адольф Филиппович Фрейдберг؛ 12 يونيو 1930 - 25 فبراير 2021) كاتب روسي وكاتب مأثورات، ومؤلفًا لما يزيد عن 50.000 حكمة منشورة.

## السيرة الشخصية
ولد دافيدوفيتز لعائلة من الأطباء، كان والده فيليب أبراموفيتش طبيب أمراض تناسلية وأمه ريسا سولومونوفنا طبيبة أطفال. لذلك من خلال اعتراف الحكمة الخاصة تمت معاملته «أولاً من قبل أمي، ثم من قبل أبي».
نشر دافيدوفيتز خلال الحقبة السوفيتية في مجلة كروكوديل بأسماء مستعارة كـ يوليوس قيصر وإرنست همنغواي وأونوريه دي بلزاك والكاتب الفرنسي أ. ديفيد. موّل دافيدويتز نشر مجموعته «قوانين الوجود، بما في ذلك عدم الوجود» في أكثر من عشرين مجلداً.
في عام 1976 مع صديقته الفنانة فالنتينا زولوتيك، أسست في فارونيش متحفًا فريدًا فيما يتعلق بالأمثال.
بعد نشر عام 2010 لمجموعة ‹نهاية العالم ستنتهي بشكل جيد›، بدأ دافيدوفيتز في الاعتراف به باعتباره «عبقريًا غير معترف به» من قبل مجموعة دائمة الاتساع من الناس، والتي أصبحت بحلول صيف 2012 ناديًا للمعجبين. في أكتوبر 2012 أطلق النادي تحت رعاية وبدعم فكري ومادي من مؤسسة خوفانسكي مشروعًا تعليميًا جديدًا بعنوان «القول المأثور» ككلمة حرف كبير، لتعزيز التعليم من خلال تعلم أقوال دافيدوفيتش. في 21 مارس 2013 كان المشروع تابعًا رسميًا لفرع فورونيج التابع لمعهد موسكو للعلوم الإنسانية والاقتصاد.
كان دافيدوفيتز مساهمًا منتظمًا في مجلة كومون سينس التابعة للجمعية الإنسانية الروسية.